# Lista över avsnitt av Tiny Toon Adventures
Detta är en avsnittsguide till den amerikansk-koreanska tv-serien Tiny Toon Adventures.

## Säsonger
| Säsong | Säsong | Antal avsnitt | Sändes först      | Sändes först      |
| Säsong | Säsong | Antal avsnitt | Säsongspremiär    | Säsongsavslutning |
| ------ | ------ | ------------- | ----------------- | ----------------- |
|        | 1      | 65            | 14 september 1990 | 29 mars 1991      |
|        | 2      | 13            | 16 september 1991 | 24 februari 1992  |
|        | 3      | 20            | 14 september 1992 | 28 maj 1995       |

Avsnittets produktionskod indikerar vilken studio som animerade avsnittet:
- KC=Kennedy Cartoons
- A=AKOM
- TMS=Tokyo Movie Shinsha
- W=Wang Film Productions
- FC=Freelance Animators New Zealand
- E=Encore Cartoons
- ST=StarToons[1]

## Säsong 1 (1990–1991)
| Nr     | Titel                                           | Regi                                                      | Manus                                                                                | Sändes först      | Produktionskod |
| ------ | ----------------------------------------------- | --------------------------------------------------------- | ------------------------------------------------------------------------------------ | ----------------- | -------------- |
| 1-101  | "The Looney Beginning"                          | Glen Kennedy, Dave Marshall, Ken Boyer, Rich Arons        | Paul Dini, Sherri Stoner                                                             | 14 september 1990 | KC/W-101       |
| 2-102  | "A Quack In The Quarks"                         | Art Vitello                                               | Tom Minton                                                                           | 17 september 1990 | A-102          |
| 3-103  | "The Wheel o' Comedy"                           | Art Vitello                                               | Paul Dini, Tom Minton, Gordon Bressack, Charles M. Howell IV                         | 18 september 1990 | TMS-103        |
| 4-104  | "Test Stressed"                                 | Rich Arons                                                | Jim Reardon, Stephen Langford, Paul Dini, Sherri Stoner                              | 19 september 1990 | TMS-104        |
| 5-105  | "The Buster Bunny Bunch"                        | Art Leonardi                                              | Gordon Bressack, Charles M. Howell IV, Len Janson, Sherri Stoner                     | 20 september 1990 | TMS-105        |
| 6-106  | "Her Wacky Highness"                            | Ken Boyer                                                 | Sherri Stoner                                                                        | 21 september 1990 | TMS-106        |
| 7-107  | "Hollywood Plucky"                              | Art Vitello                                               | Sherri Stoner                                                                        | 22 september 1990 | TMS-107        |
| 8-108  | "Journey To The Center of Acme Acres"           | Art Leonardi                                              | Wayne Kaatz                                                                          | 24 september 1990 | TMS-108        |
| 9-109  | "It's Buster Bunny Time"                        | Art Leonardi                                              | Dale Hale, Rowby Goren, Jim Reardon, Paul Dini, Don Dougherty, Tom Ruegger           | 25 september 1990 | TMS-109        |
| 10-110 | "Stuff That Goes Bump In The Night"             | Art Leonardi                                              | Pamela Hickey, Dennys McCoy, Richard Mueller, Pat Allee, Ben Hurst, Tom Ruegger      | 26 september 1990 | A-127          |
| 11-111 | "Looking Out For The Little Guy"                | Art Vitello                                               | Nicholas Hollander, Jim Reardon, Pat Allee, Ben Hurst, Tom Ruegger                   | 27 september 1990 | W-133          |
| 12-112 | "Starting From Scratch"                         | Ken Boyer                                                 | Wayne Kaatz, Tom Ruegger                                                             | 28 september 1990 | W-132          |
| 13-113 | "Citizen Max"                                   | Art Vitello                                               | Gordon Bressack, Charles M. Howell IV, Paul Dini, Tom Ruegger                        | 29 september 1990 | W-121          |
| 14-114 | "Hare Raising Night (En hårresande kväll)"      | Art Vitello                                               | Gordon Bressack, Charles M. Howell IV                                                | 1 oktober 1990    | W-117          |
| 15-115 | "Furrball Follies"                              | Art Vitello                                               | Tom Minton, Sherri Stoner, Eddie Fitzgerald                                          | 2 oktober 1990    | A-105          |
| 16-116 | "The Acme Acres Zone"                           | Ken Boyer                                                 | Michael Reaves, Wayne Kaatz, Sherri Stoner, Tom Minton                               | 3 oktober 1990    | W-128          |
| 17-117 | "Life In The 90's"                              | Rich Arons                                                | Paul Dini, Bob Carrau, Jim Reardon, Sherri Stoner, Tom Ruegger                       | 4 oktober 1990    | A-126          |
| 18-118 | "Rock 'N' Roar (Skräcködlan)"                   | Art Vitello                                               | Sheryl Scarborough, Jim Reardon, Kayte Kuch                                          | 4 oktober 1990    | W-109          |
| 19-119 | "Prom-ise Her Anything (Dansfeber)"             | Ken Boyer                                                 | Paul Dini, Bob Carrau                                                                | 5 oktober 1990    | W-124          |
| 20-120 | "Hare Today, Gone Tomorrow"                     | Ken Boyer, Eddie Fitzgerald                               | Wayne Kaatz, Tom Ruegger, Gordon Bressack, Charles M. Howell IV                      | 9 oktober 1990    | KC-120         |
| 21-121 | "Cinemaniacs!"                                  | Art Vitello, Ken Boyer                                    | Sherri Stoner, Tom Minton, Wayne Kaatz, Jim Reardon                                  | 10 oktober 1990   | A-121          |
| 22-122 | "You Asked for It"                              | Art Vitello, Art Leonardi, Eddie Fitzgerald               | Sherri Stoner, Tom Minton, Wayne Kaatz, Eddie Fitzgerald                             | 11 oktober 1990   | W-122          |
| 23-123 | "Gang Busters"                                  | Ken Boyer                                                 | Wayne Kaatz, Jim Reardon                                                             | 12 oktober 1990   | KC-123         |
| 24-124 | "Wake Up Call of The Wild"                      | Rich Arons                                                | Tom Minton, Pat Allee, Ben Hurst, Gordon Bressack, Charles M. Howell IV              | 17 oktober 1990   | W-124          |
| 25-125 | "Buster And The Wolverine"                      | Art Leonardi                                              | Tom Ruegger, Paul Dini                                                               | 19 oktober 1990   | KC-125         |
| 26-126 | "You Asked for It, Part 2"                      | Art Leonardi                                              | Len Janson, Pamela Hickey, Dennys McCoy, Dale Hale                                   | 22 oktober 1990   | KC-126         |
| 27-127 | "Europe In 30 Minutes (Europaresan)"            | Art Leonardi                                              | Stephen Hibbert                                                                      | 26 oktober 1990   | W-127          |
| 28-128 | "The Wacko World of Sports"                     | Kent Butterworth                                          | Gordon Bressack, Charles M. Howell IV, Chuck Menville, Grant Moran, Tom Ruegger      | 30 oktober 1990   | A-128          |
| 29-129 | "Rainy Daze"                                    | Art Leonardi                                              | Jim Reardon, Paul Dini, Barry Caldwell, Wayne Kaatz, Chris Otsuki                    | 1 november 1990   | FC-129         |
| 30-130 | "Fields of Honey (Filmstjärnan)"                | Ken Boyer                                                 | Sherri Stoner, Tom Ruegger                                                           | 2 november 1990   | KC-130         |
| 31-131 | "Sawdust And Toonsil"                           | Rich Arons                                                | Gordon Bressack, Charles M. Howell IV                                                | 5 november 1990   | W-131*         |
| 32-132 | "Spring in Acme Acres"                          | Kent Butterworth, Eddie Fitzgerald                        | Gordon Bressack, Charles M. Howell IV, Eddie Fitzgerald, Chuck Menville              | 6 november 1990   | W-132          |
| 33-133 | "Psychic Fun-Omenon Day"                        | Art Leonardi                                              | Jim Reardon, Earl Kress, Tom Ruegger                                                 | 7 november 1990   | W-133          |
| 34-134 | "The Wide World of Elmyra"                      | Kent Butterworth                                          | Earl Kress, Tom Ruegger, Tom Minton, Paul Dini, Beth Bornstein, Bob Carrau           | 8 november 1990   | TMS-134        |
| 35-135 | "A Ditch in Time (Tidsmaskinen)"                | Art Vitello                                               | Wayne Kaatz, Art Vitello, Bruce Timm, Douglas McCarthy                               | 9 november 1990   | TMS-135        |
| 36-136 | "Animaniacs!"                                   | Art Vitello                                               | Paul Dini, Tom Minton                                                                | 12 november 1990  | A-136          |
| 37-137 | "Career Oppor-Toon-ities"                       | Art Leonardi                                              | Gordon Bressack, Charles M. Howell IV, David Cohen, Roger S. Schulman, Sherri Stoner | 13 november 1990  | W-137          |
| 38-138 | "Strange Tales of Weird Science"                | Eddie Fitzgerald, Art Leonardi (credited as Alan Smithee) | Eddie Fitzgerald, Earl Kress Tom Minton                                              | 14 november 1990  | E-138          |
| 39-139 | "Inside Plucky Duck"                            | Art Vitello                                               | Paul Dini, Buzz Dixon                                                                | 15 november 1990  | KC-139         |
| 40-140 | "The Acme Bowl"                                 | Ken Boyer                                                 | Stephen Langford, Debra Blanchard, Tom Ruegger, Paul Dini                            | 16 november 1990  | KC-140         |
| 41-141 | "Dating, Acme Acres Style"                      | Gerard Baldwin, Ken Boyer, Rich Arons                     | Tom Ruegger, Sherri Stoner, Paul Dini                                                | 19 november 1990  | W-141          |
| 42-142 | "Looniversity Daze"                             | Gerard Baldwin                                            | Paul Dini, Eddie Fitzgerald, Jim Reardon, Stephen Langford                           | 20 november 1990  | E-142          |
| 43-143 | "Best 'o Plucky Duck Day"                       | Rich Arons                                                | Beth Bornstein, Paul Dini, Eddie Fitzgerald, Tom Minton, Tom Ruegger                 | 21 november 1990  | KC-143         |
| 44-144 | "Hero Hamton"                                   | Gerard Baldwin                                            | Gordon Bressack, Charles M. Howell IV                                                | 23 november 1990  | E-144          |
| 45-145 | "Whale's Tales"                                 | Kent Butterworth                                          | Nicholas Hollander                                                                   | 26 november 1990  | A-145          |
| 46-146 | "Ask Mr. Popular"                               | Rich Arons                                                | Paul Dini, Therese Naugle                                                            | 4 december 1990   | 2-146          |
| 47-147 | "Son of Looniversity Daze"                      | Gerard Baldwin                                            | Tom Minton, Buzz Dixon                                                               | 7 december 1990   | KC-147         |
| 48-148 | "Mr. Popular's Rules of Cool"                   | Art Vitello                                               | Gordon Bressack, Jim Reardon, Charles M. Howell IV                                   | 10 december 1990  | W-148          |
| 49-149 | "Fairy Tales for the 90's"                      | Ken Boyer                                                 | Tom Ruegger, Tom Minton, Gordon Bressack, Jim Reardon                                | 12 december 1990  | W-149          |
| 50-150 | "Who Bopped Bugs Bunny?"                        | Kent Butterworth                                          | Paul Dini, Earl Kress, Sherri Stoner                                                 | 14 december 1990  | KC-150         |
| 51-151 | "Tiny Toon Music Television (Music Television)" | Art Vitello                                               | Sherri Stoner, Paul Dini, Tom Minton, Art Vitello, Bruce Timm, Douglas McCarthy      | 1 februari 1991   | TMS-151        |
| 52-152 | "The Return to the Acme Acres Zone"             | Kent Butterworth                                          | Wayne Kaatz, Kent Zbornak, Tom Minton, Mike Kazaleh, Maurice Noble                   | 4 februari 1991   | W-152          |
| 53-153 | "The Acme Home Shopping Show"                   | Eddie Fitzgerald, Rich Arons                              | Sherri Stoner, Paul Dini                                                             | 6 februari 1991   | KC-153*        |
| 54-154 | "Weirdest Stories Ever Told"                    | Art Leonardi                                              | Gordon Kent, Paul Dini                                                               | 8 februari 1991   | A-154          |
| 55-155 | "Viewer Mail Day"                               | Art Leonardi                                              | Paul Dini, Arleen Sorkin, Beth Milstein, Tom Minton, Wayne Kaatz                     | 11 februari 1991  | W-155.         |
| 56-156 | "Son of The Wacko World of Sports"              | Rich Arons                                                | Jim Reardon, Grant Moran, Tom Minton, Tom Ruegger, Earl Kress                        | 12 februari 1991  | KC-156         |
| 57-157 | "Pollution Solution"                            | Ken Boyer                                                 | Sherri Stoner, M.D. Sweeney, Jim Reardon                                             | 14 februari 1991  | KC-157         |
| 58-158 | "You Asked for It, Again"                       | Ken Boyer                                                 | Tom Minton, Nicholas Hollander                                                       | 15 februari 1991  | KC-158         |
| 59-159 | "Brave Tales of Real Rabbits"                   | Rich Arons                                                | Eddie Fitzgerald, Earl Kress, Tom Minton, Jim Reardon                                | 18 februari 1991  | FC-159         |
| 60-160 | "How Sweetie It Is"                             | Ken Boyer, Art Leonardi                                   | Sherri Stoner, Nicholas Hollander, Paul Dini                                         | 19 februari 1991  | KC-160         |
| 61-161 | "New Character Day"                             | Ken Boyer, Eddie Fitzgerald                               | Sherri Stoner, Eddie Fitzgerald                                                      | 20 februari 1991  | W-161          |
| 62-162 | "Here's Hamton"                                 | Rich Arons                                                | Tom Minton, Tom Ruegger, Jim Reardon, Grant Moran                                    | 22 februari 1991  | W-162          |
| 63-163 | "No Toon Is An Island ( Skattjakten)"           | Art Leonardi                                              | Gordon Bressack, Charles M. Howell IV                                                | 25 februari 1991  | W-163          |
| 64-164 | "K-ACME TV"                                     | Kent Butterworth, Art Leonardi, Ken Boyer                 | Paul Dini, Sherri Stoner, Tom Ruegger                                                | 26 februari 1991  | W-164          |
| 65-165 | "High Toon"                                     | Glen Kennedy                                              | Chuck Menville                                                                       | 29 mars 1991      | KC-165         |

## Säsong 2 (1991–1992)
| Nr     | Titel                         | Regi                                          | Manus                                                      | Sändes först      | Produktionskod |
| ------ | ----------------------------- | --------------------------------------------- | ---------------------------------------------------------- | ----------------- | -------------- |
| 66-201 | "Pledge Week"                 | Barry Caldwell, Norm McCabe, Kent Butterworth | Sherri Stoner, Paul Dini, Chris Otsuki, Nicholas Hollander | 16 september 1991 | A-166          |
| 67-202 | "Going Places"                | Rich Arons, Eddie Fitzgerald                  | Earl Kress, Nicholas Hollander, Gordon Bressack            | 17 september 1991 | W-167          |
| 68-203 | "Elephant Issues"             | Byron Vaughns, Ken Boyer                      | Stephen Hibbert, Mark Saraceni, Nicholas Hollander         | 18 september 1991 | A-168          |
| 69-204 | "Hog-Wild Hamton"             | Rich Arons                                    | Paul Dini, Bob Carrau                                      | 19 september 1991 | A-169          |
| 70-205 | "Playtime Toons"              | Art Leonardi, Byron Vaughns                   | Nicholas Hollander, Paul Dini, Charles M. Howell IV        | 20 september 1991 | A-170          |
| 71-206 | "Toon Physics"                | Art Leonardi                                  | Nicholas Hollander, Dale Hale, Chris Otsuki                | 4 november 1991   | A-171          |
| 72-207 | "Acme Cable TV"               | Alfred Gimeno, David West (co-director)       | Paul Dini, Nicholas Hollander, Tom Ruegger, Peter Hastings | 11 november 1991  | TMS-173        |
| 73-208 | "Buster And Babs Go Hawaiian" | Art Leonardi                                  | Renee Carter, Sarah Creef, Amy Crosby                      | 18 november 1991  | TMS-173        |
| 74-209 | "Henny Youngman Day"          | Jon McClenahan                                | Sherri Stoner, Tom Ruegger, Nicholas Hollander             | 22 november 1991  | ST-174         |
| 75-210 | "Love Disconnection"          | Byron Vaughns                                 | Paul Dini, Arleen Sorkin, Beth Milstein                    | 25 november 1991  | TMS-175        |
| 76-211 | "Kon Ducki"                   | Rich Arons                                    | Sherri Stoner, Peter Hastings, Stephen Hibbert             | 10 februari 1992  | TMS-176        |
| 77-212 | "Sepulveda Boulevard"         | Byron Vaughns                                 | Deanna Oliver                                              | 17 februari 1992  | A-177          |
| 78-213 | "Take Elmyra, Please"         | Ken Boyer                                     | M.D. Sweeney, John McCann                                  | 24 februari 1992  | TMS-178        |

## Säsong 3 (1992)
| Nr      | Titel                                           | Regi                                    | Manus                                                        | Sändes först                                             | Produktionskod |
| ------- | ----------------------------------------------- | --------------------------------------- | ------------------------------------------------------------ | -------------------------------------------------------- | -------------- |
| 79-301  | "Thirteensomething"                             | Jon McClenahan                          | Sherri Stoner                                                | 14 september 1992                                        | ST-179         |
| 80-302  | "New Class Day"                                 | Byron Vaughns                           | Paul Dini, Sherri Stoner                                     | 15 september 1992                                        | W-180          |
| 81-303  | "Fox Trot"                                      | Ken Boyer                               | Peter Hastings, Deanna Oliver, Tom Ruegger                   | 16 september 1992                                        | A-181          |
| 82-304  | "What Makes Toons Tick"                         | Byron Vaughns                           | Dale Hale, Nicholas Hollander, Beth Bornstein, Paul Dini     | 17 september 1992                                        | TMS-182        |
| 83-305  | "Flea For Your Life"                            | Ken Boyer, Tony Craig                   | Wayne Kaatz                                                  | 18 september 1992                                        | W-183          |
| 84-306  | "The Return of Batduck"                         | Rich Arons                              | Peter Hastings                                               | 19 september 1992                                        | TMS-184        |
| 85-307  | "Toons Take Over"                               | Byron Vaughns                           | Peter Hastings                                               | 21 september 1992                                        | FC-185         |
| 86-308  | "Two-Tone Town"                                 | Ken Boyer                               | Deanna Oliver                                                | 28 september 1992                                        | TMS-187        |
| 87-309  | "Toons From The Crypt"                          | Ken Boyer                               | Nicholas Hollander, Paul Dini                                | 17 oktober 1994 (Australien) c. 1995 (USA - Nickelodeon) | A-186          |
| 88-310  | "Buster's Directorial Debut"                    | Rich Arons                              | Sherri Stoner, Nicholas Hollander, Peter Hastings            | 2 november 1992                                          | W-188          |
| 89-311  | "Washingtoon"                                   | Alfred Gimeno, David West (co-director) | Nicholas Hollander                                           | 4 november 1992                                          | A-189          |
| 90-312  | "Toon TV"                                       | Rich Arons                              | Rich Arons, Sherri Stoner, Peter Hastings                    | 9 november 1992                                          | W-190          |
| 91-313  | "Grandma's Dead"                                | Alfred Gimeno, David West (co-director) | Deanna Oliver                                                | 10 november 1992                                         | A-191          |
| 92-314  | "Music Day"                                     | Alfred Gimeno, David West (co-director) | Sherri Stoner, Chris Otsuki, Tom Ruegger, Paul Dini          | 11 november 1992                                         | TMS-192        |
| 93-315  | "The Horror of Slumber Party Mountain"          | Greg Reyna                              | Paul Dini                                                    | 12 november 1992                                         | W-193          |
| 94-316  | "Sports Shorts"                                 | Alfred Gimeno, David West (co-director) | Tom Ruegger, Peter Hastings                                  | 13 november 1992                                         | A-194          |
| 95-317  | "Weekday Afternoon Live"                        | Rich Arons                              | Peter Hastings, Deanna Oliver, Paul Dini                     | 16 november 1992                                         | W-195          |
| 96-318  | "A Cat's Eye View"                              | Byron Vaughns                           | Paul Dini, George McGrath, Nicholas Hollander, Sherri Stoner | 17 november 1992                                         | A-196          |
| 97-319  | "Best of Buster Day"                            | Rich Arons                              | Charlie Adler, Garin Wolf, Paul Dini                         | november 1992                                            | W-197          |
| 98-320  | "It's A Wonderful Tiny Toons Christmas Special" | Jon McClenahan                          | Sherri Stoner, Deanna Oliver                                 | 6 december 1992                                          | ST-198         |
| 99-321  | "It's Warner Bros Time"                         | TBA                                     | TBA                                                          | Unaired                                                  | TMS-           |
| 100-322 | "Tiny Toons, The Musical"                       | TBA                                     | TBA                                                          | Unaired                                                  | W-             |

## Film
| Titel                  | Regi                                                                                                | Manus                                                     | releasedatum |
| ---------------------- | --------------------------------------------------------------------------------------------------- | --------------------------------------------------------- | ------------ |
| "Tiny Toons Sommarlov" | Rich Arons, Byron Vaughns, Alfred Gimeno, Barry Caldwell, Ken Boyer, Art Leonardi, Kent Butterworth | Paul Dini, Nicholas Hollander, Tom Ruegger, Sherri Stoner | 11 mars 1992 |

## Specials
| Nr  | Titel                        | Regi                                                | Manus                                            | Sändes först       | Produktionskod |
| --- | ---------------------------- | --------------------------------------------------- | ------------------------------------------------ | ------------------ | -------------- |
| 101 | "Tiny Toon Spring Break"     | Rich Arons, Michael Gerard, Dave Marshall           | Peter Hastings, Nicholas Hollander, Tom Ruegger  | 27 mars 1994 (Fox) | W-             |
| 102 | "Tiny Toons' Night Ghoulery" | Michael Gerard, Rusty Mills, Rich Arons, Greg Reyna | Peter Hastings, Paul Dini, Paul Rugg, Rich Arons | 28 maj 1995 (Fox)  | TMS-           |